# Семюел Піпс
Се́мюел Піпс, рідше — Пе́піс (англ. Samuel Pepys, 23 лютого 1633, Лондон — 26 травня 1703, Клепем, на південь від Лондону) — англійський чиновник морського відомства, автор знаменитого щоденника про повсякденне життя лондонців періоду Стюартівської реставрації.

## Кар'єра
Син лондонського кравця, закінчив столичну школу Святого Павла, а потім коледж Магдалини в Кембриджі. У 1655 році одружився з п'ятнадцятирічною Елізабет Сен-Мішель, дочкою зубожілого французького біженця-гугенота (вона померла у 1669 році). Сім'я починала життя в бідності. Піпс поступив на службу в будинок свого далекого родича, впливового військового й політика сера Едварда Монтегю (згодом графа Сендвіча), якому багато в чому зобов'язаний подальшою кар'єрою. На самому початку правління Карла II Піпс був призначений чиновником королівського флоту (у 1660 році), з 1665 він — головний інспектор Продовольчої служби, з 1672 — секретар Адміралтейства. З 1665 — член Королівського наукового товариства (у 1684—1686 роках — його президент).
Піпс був обраний до британського Парламенту, в 1679 переобраний, але за звинуваченням у співучасті у змові, точніше — за намовою ворогів і заздрісників, звільнений і на кілька місяців був ув'язнений у лондонському Тауері. У 1683 році був посланий з місією в Танжер, з 1684 — секретар короля з військово-морських справ, активно сприяв створенню в імперії сучасного флоту при Карлі, а з 1685 — при Якові II Стюарту. У 1689, після відсторонення від влади і втечі з країни короля Якова і сходження на престол Вільгельма Оранського, Піпс програв на парламентських виборах, був змушений піти з високої посади. За підозрою в якобітських симпатіях відбув короткочасне ув'язнення у 1689 та 1690 роках. Відійшов від публічного життя, а в 1700 покинув Лондон, віддалившись у свій маєток, де через кілька років помер.

## Дружні зв'язки і головна книга
Піпс дружив з Ісааком Ньютоном і Робертом Бойлем, Джоном Драйденом і Крістофером Реном. Він грав, займався живописом, складав вірші. Але найвизначнішим здобутком його життя став «Щоденник», який він вів у 1660—1669 роках і в якому з властивою йому сумлінністю відтворив як загальні катастрофи (Велику лондонську чуму 1665 і знамениту Велику лондонську пожежу 1666), війни (Друга англо-голландська війна 1665—1667), політичні колізії і придворні чвари, так і подробиці власного побуту, столу, любовних зв'язків та інше. Піпс перестав вести записи через проблеми із зором, а диктувати їх сторонній особі не хотів. Його щоденник — з політичних і сімейних міркувань — був зашифрований за системою Томаса Шелтона і зберігався незмінним у бібліотеці коледжу Магдалини до початку XIX ст., коли був розшифрований текстологом Джоном Смітом. Уперше видано у 1825 році.

## Визнання
«Щоденник» неодноразово перевидавався як у повному, так і в скороченому вигляді («Великий» і «малий Піпс»), перекладався багатьма мовами. Він став незамінним історичним джерелом і цікавим матеріалом для читання на дозвіллі, яке так любив сам його автор, колишній, серед іншого, великий бібліофіл (його бібліотека також відійшла коледжу Магдалини). Захопливість піпсовского щоденника високо оцінив у своєму есе Роберт Льюїс Стівенсон.
Приватне життя Піпсів, його стосунки з дружиною та позашлюбні любовні пригоди, які в живих подробицях також відображені в «Щоденнику», стали у XX столітті матеріалом для декількох романів, написаних як з точки зору глави сім'ї, так і з позиції його молодої дружини. У 2003 на британському телебаченні був показаний багатосерійний фільм «Приватне життя Семюела Піпса», у головній ролі — англієць Стів Куган, у ролі його дружини — французька актриса Лу Дуайон.

## Новітні видання
- The diary of Samuel Pepys. 11 vols. / Robert Latham, William Matthews, eds. Berkeley: University of California Press, 1970—1983
- The illustrated Pepys: extracts from the diary / Robert Latham, ed. London: Bell & Hyman, 1978